# 印度學術機構及系所排名
印度學術機構及系所排名是印度教育部每年公佈的印度第三期教育機構排名。該排名於2015年9月29日推出。
印度學術機構及系所排名中還有好幾個子類別排名，其中就包括综合类學科排名、工程專業排名、管理專業排名、药学專業排名、法律專業排名、医学專業排名、建筑專業排名、牙科專業排名。 